# Igrane
Igrane so turistično naselje in manjše pristanišče Makarskega primorja, ki upravno spada pod občino Podgora; le-ta pa spada pod Splitsko-dalmatinsko županijo.

## Geografija
Igrane ležijo na polotoku, katerega jugovzhodni obalni del ob zalivu Igrane je 1,5 km dolga peščena plaža. Kraj ob magistralni cesti Split - Dubrovnik je od jugovzhodno ležeče Makarske oddaljen okoli 18 km.
Pod naseljem je manjše pristanišče z valobranom, in splavno drčo. Ob valobranu je možno pristajati Globina morja pri valobranu je do 3,5 m. Za valobranom je mandrač z globino morja do 5 m. Pristan je odprt južnim vetrovom.

## Prebivalstvo
| Pregled števila prebivalcev po letih | Pregled števila prebivalcev po letih | Pregled števila prebivalcev po letih | Pregled števila prebivalcev po letih | Pregled števila prebivalcev po letih | Pregled števila prebivalcev po letih | Pregled števila prebivalcev po letih | Pregled števila prebivalcev po letih | Pregled števila prebivalcev po letih | Pregled števila prebivalcev po letih | Pregled števila prebivalcev po letih | Pregled števila prebivalcev po letih | Pregled števila prebivalcev po letih | Pregled števila prebivalcev po letih | Pregled števila prebivalcev po letih |
| ------------------------------------ | ------------------------------------ | ------------------------------------ | ------------------------------------ | ------------------------------------ | ------------------------------------ | ------------------------------------ | ------------------------------------ | ------------------------------------ | ------------------------------------ | ------------------------------------ | ------------------------------------ | ------------------------------------ | ------------------------------------ | ------------------------------------ |
| 1857                                 | 1869                                 | 1880                                 | 1890                                 | 1900                                 | 1910                                 | 1921                                 | 1931                                 | 1948                                 | 1953                                 | 1961                                 | 1971                                 | 1981                                 | 1991                                 | 2001                                 |
| 529                                  | 651                                  | 607                                  | 711                                  | 627                                  | 674                                  | 790                                  | 533                                  | 444                                  | 416                                  | 390                                  | 337                                  | 313                                  | 427                                  | 480                                  |

## Gospodarsvo
Glavna gospodarska dejavnost je turizem. V kraju stoji hotel Punta.

## Zgodovina
Predhodnik današnjega naseja je obstajal že v rimski dobi, kar dokazujejo arheološka odkritja na lokaciji današnjega pokopališča, kjer so odkrili rimske sarkofage. Na pokopališču je ohranjena apsida srednjeveška cerkvice.
Na obali stoji baročna poletna rezidenca družine Šimić-Ivanišević postavljena v 18. stoletju. Nad naseljem stoji obrambni stolp imenovan Zale, postavljen v 17. stoletju in je služil za obrambo pred Turki in baročna župnijska cerkev zgrajena 1752. Še višje nad naseljem v oljčnih nasadih pa stoji triladijska predromanska bazilika sv. Mihovila postavljena na prehodu iz 11. v 12. stoletje.